# Jan Semerád

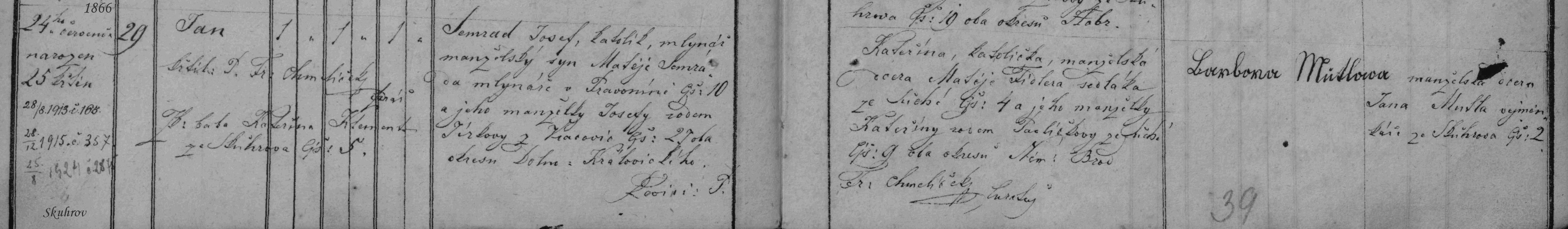
matriční zápis o křtu a narození MUDr. Jana Semeráda (matrika N 1846-1883 Skuhrov (SOA Zámrsk))

Jan Semerád (24. července 1866, Skuhrov – 28. srpna 1926 Praha) byl český lékař, internista. Bývá řazen mezi nejvýznamnější české lékaře počátku 20. století.

## Život
Byl významný organizátor, založil Ústřední jednotu českých lékařů. Inicioval působení českých lékařů na Balkáně v roce 1912 během Balkánských válek. Po vypuknutí první světové války se stal členem tajné organizace okolo T. G. Masaryka Maffie, usilující o vznik samostatného Československa. Pro její potřeby také v srpnu roku 1914 načrtl první mapu svobodného státu, která posléze vyšla tiskem ve Francii. Do roku 1919 vykonával funkci ředitele Veřejné nemocnice na Královských Vinohradech v Praze (dnes Fakultní nemocnice Královské Vinohrady).
Po vzniku ČSR začal působit jako tajemník na ministerstvu veřejného zdravotnictví a tělesné výchovy, kde pracoval na zdravotním programu republiky a plánu na budování nových nemocnic. Usiloval také o povinné popromoční školení mladých lékařů. Byl redaktorem Věstníku Ústřední jednoty českých lékařů a Lékařských schematismů. Zorganizoval Slovanský lékařský komitét a spoluzasloužil se o zrovnoprávnění slovanských lékařů a jazyků na mezinárodních lékařských sjezdech. Byl místopředsedou Sboru pro postavení Lékařského domu v Praze a poradcem prezidenta T. G. Masaryka.
Zemřel roku 1926 v Praze a byl pohřben na Vinohradském hřbitově.
Jeho pravnukem je politik Vít Bárta.

## Dílo
- Slovanská bibliografie lékařská a revue (1894)
- Sbírka zdravotních zákonův a nařízení, jakož i důležitých úředních rozhodnutí (1906)